# Jay White
 (juin 2022).
Pour les articles homonymes, voir White.
Jay White (né le 9 octobre 1992 à Auckland) est un catcheur (lutteur professionnel) néo-zélandais. Il travaille actuellement à la All Elite Wrestling et la Ring of Honor, sous le même nom.
À la NJPW, il est un membre du Bullet Club et l'actuel chef du groupe qu'il dirige depuis le départ du chef précédent Kenny Omega.

## Carrière de catcheur

### Débuts en Grande-Bretagne (2013-2015)
White quitte la Nouvelle-Zélande car il souhaite devenir catcheur mais il n'y a pas d'école de catch dans son pays. Il rejoint la Grande-Bretagne et s’entraîne à l'école de catch de Andy Quildan et Andy Simmonz à Portsmouth. Il lutte principalement à la Varsity Pro Wrestling jusqu'en 2015.

### New Japan Pro-Wrestling(2015–2016)
En 2015, il part au Japon lutter au sein de la New Japan Pro-Wrestling.
Lors de The New Beginning in Sendai, lui et Tiger Mask perdent contre reDRagon (Kyle O'Reilly et Bobby Fish)[réf. nécessaire].
Lors de Destruction In Okayama 2015, lui, David Finlay, Manabu Nakanishi et Tetsuya Naitō perdent contre Katsuyori Shibata, Sho, Yohei Komatsu et Yūji Nagata[réf. nécessaire]. Le 21 novembre, lui, Manabu Nakanishi, Tencozy (Hiroyoshi Tenzan et Satoshi Kojima) et Yūji Nagata perdent contre Bullet Club (A.J. Styles, Bad Luck Fale, Tama Tonga, Yujiro Takahashi et Cody Hall).
Lors de New Year Dash 2016, lui et David Finlay perdent contre Matt Sydal et Ricochet[réf. nécessaire]. Lors de The New Beginning in Niigata, lui et Michael Elgin perdent contre Los Ingobernables de Japón (Evil et Tetsuya Naitō). Le 27 mars, il perd contre le Champion Intercontinental IWGP, Kenny Omega.
Lors de Wrestling Dontaku 2016, lui, David Finlay, Ryusuke Taguchi et Tiger Mask perdent contre Chaos (Gedo, Kazushi Sakuraba, Will Ospreay et Yoshi-Hashi). Le 19 mai, il perd contre Naomichi Marufuji[réf. nécessaire].

### Ring of Honor (2016–2017)

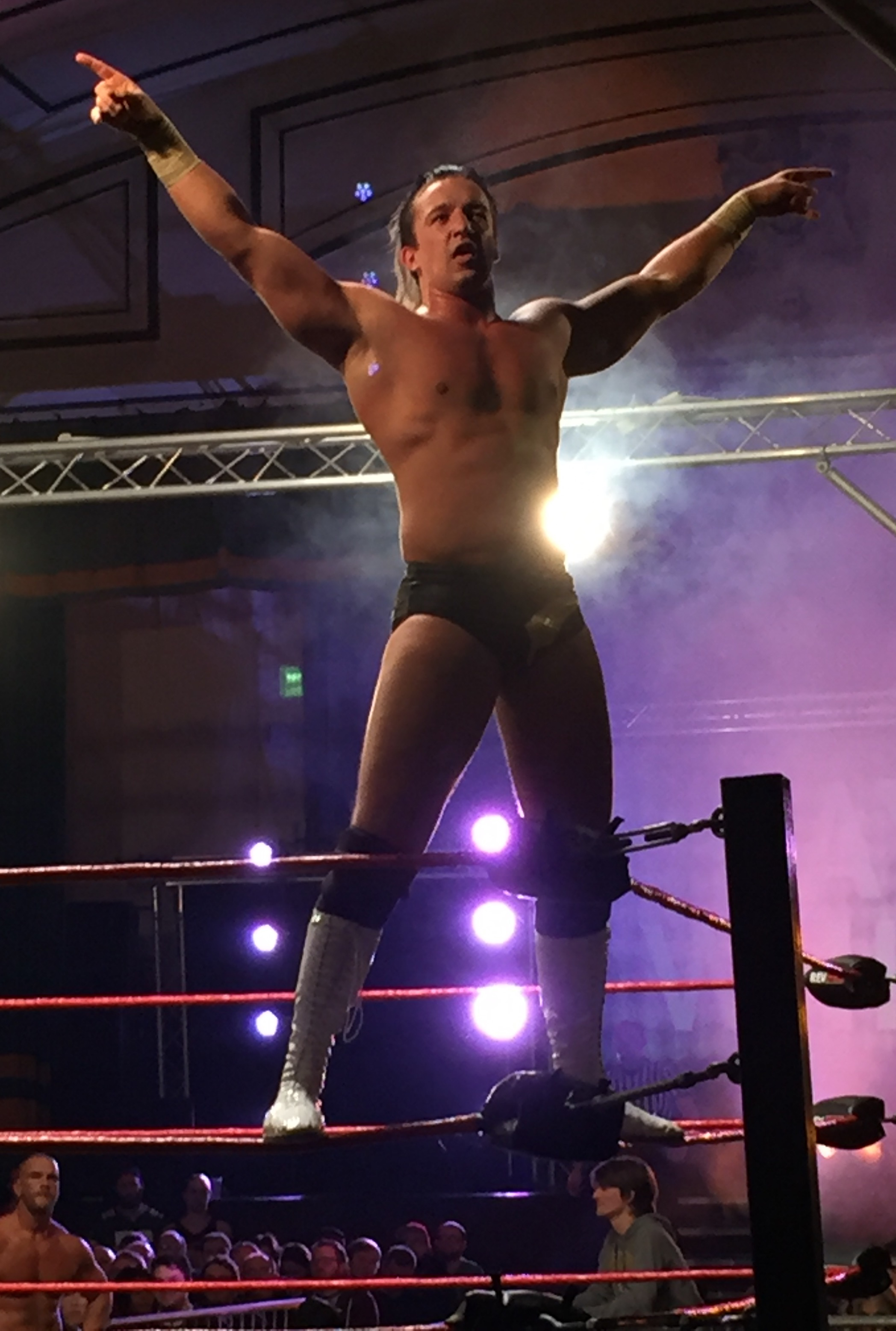
White en janvier 2017.

Lors de Death Before Dishonor XIV, il perd contre Donovan Dijak dans un Four Corner Survival Match  également disputé par Lio Rush et Kamaitachi et n'obtient pas de ticket d'entrée pour le ROH World Television Championship.
Il participe ensuite avec ACH et Kushida au ROH 6-Man Tag Team Championship Tournament pour déterminer les premiers ROH World Six-Man Tag Team Champions où lors de All Star Extravaganza VIII, ils battent The Briscoe Brothers (Jay Briscoe et Mark Briscoe) et Toru Yano lors du premier tour. Lors de la demi-finale, ils battent The Cabinet (Caprice Coleman, Kenny King et Rhett Titus),. Lors de Final Battle 2016, lui, Kushida et Lio Rush perdent en finale du tournoi contre The Kingdom (Matt Taven, TK O'Ryan et Vinny Marseglia) et ne deviennent donc pas les premiers ROH World Six-Man Tag Team Champions.
Lors de ROH Undisputed Legacy, lui, Lio Rush et The Motor City Machine Guns (Alex Shelley et Chris Sabin) perdent contre Bullet Club (Adam Cole, Hangman Page, Matt Jackson et Nick Jackson)[réf. nécessaire]. Lors de Honor Reigns Supreme, lui et The Motor City Machine Guns battent par disqualification The Kingdom, mais ne remportent pas les ROH World Six-Man Tag Team Championship. Lors de Supercard Of Honor XI, lui et Dragon Lee perdent contre Volador Jr. et Will Ospreay. Lors de ROH Unauthorized, il perd contre Adam Cole.
Lors de Manhattan Mayhem 2017, lui et Lio Rush perdent contre The Young Bucks et ne remportent pas les ROH World Tag Team Championship. Lors de ROH 15th Anniversary Show, il bat Kenny King. Lors de la troisième nuit de la tournée War of the Worlds, il perd contre Will Ospreay. Lors de Gateway To Gold, il perd contre Christopher Daniels dans un Three Way Match qui comprenaient également Punishment Martinez et ne remporte pas le ROH World Championship.
Le 9 septembre, lui, Alex Shelley, Chris Sabin, et Jonathan Gresham battent Bullet Club (Matt Jackson, Nick Jackson, Tama Tonga et Tanga Loa). Lors de ROH/NJPW Global Wars 2017 - Tag 3, lui et Jonathan Gresham perdent contre The Addiction (Christopher Daniels et Frankie Kazarian).

### Retour à la New Japan Pro-Wrestling (2017–2023)

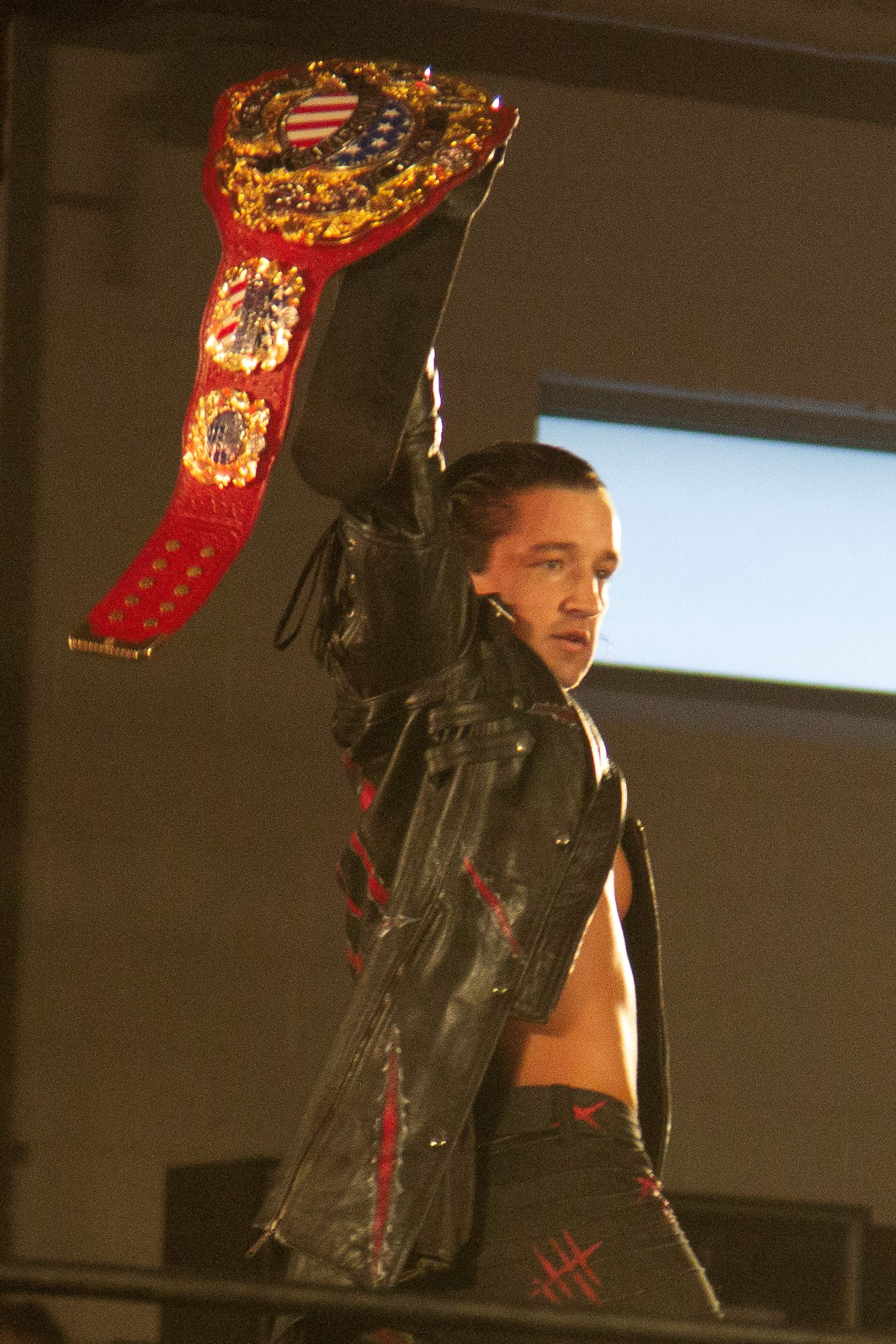
White en tant que IWGP United States Heavyweight Champion en 2018.

Lors de Power Struggle 2017, il retourne à la NJPW en étant révélé comme le mystérieux Switchblade, qui a été taquiné les derniers mois et défi Hiroshi Tanahashi à un match pour le IWGP Intercontinental Championship lors de Wrestle Kingdom 12, avant de l'attaquer. Lors de Wrestle Kingdom 12, il perd contre Hiroshi Tanahashi et ne remporte pas le IWGP Intercontinental Championship. Plus tard dans le show, il refuse une offre de Kenny Omega pour intégrer le Bullet Club et l'attaque. Le lendemain, il rejoint le clan Chaos en disant qu'il allait avoir besoin de soutien dans sa guerre contre le Bullet Club et ainsi il décida de rejoindre le groupe. Mais il déclare également qu'il a rejoint Chaos seulement pour lui-même et a demandé à Kazuchika Okada de ne pas être trop à l'aise. Lors de The New Beginning In Sapporo 2018 - Tag 1, lui et Roppongi 3K (Sho et Yoh) perdent contre Bullet Club (Kenny Omega, Matt et Nick Jackson), mais il attaque Kenny Omega après le match en lui portant son Blade Runner.

#### Chaos (2018)
Lors de The New Beginning In Sapporo 2018 - Tag 2, il bat Kenny Omega et remporte le IWGP United States Heavyweight Championship. Le 6 février, lui, Tomohiro Ishii et Toru Yano battent David Finlay, Juice Robinson et Toa Henare. Lors de Strong Style Evolved 2018, il conserve son titre contre Hangman Page. Lors de Sakura Genesis 2018, lui, Hirooki Goto et Yoshi-Hashi perdent contre David Finlay, Juice Robinson et Hiroshi Tanahashi[réf. nécessaire]. Le 24 avril, il conserve son titre contre David Finlay. Lors de War Of The Worlds 2018 - Tag 2, il conserve son titre contre Punishment Martinez[réf. nécessaire]. Lors de Dominion 6.9, lui et Yoshi-Hashi perdent contre David Finlay et Juice Robinson. Lors de G1 Special In San Francisco, il perd son titre contre Juice Robinson. Il intègre durant fin juillet le tournoi G1 Climax, où il remporte six de ses matchs avec des victoires majeures sur Kazuchika Okada et Hiroshi Tanahashi.
Lors de Destruction in Kobe, lui, Yoshi-Hashi et Will Ospreay battent Juice Robinson, David Finlay et Toa Henare, plus tard dans la soirée, il attaque Hiroshi Tanahashi après que ce dernier est conserver sa G1 briefcase et attaque également Kazuchika Okada. L'ancien manager d'Okada, Gedo, est sorti pour apparemment sauver Okada, mais il se retourne contre lui en le frappant avec une chaise et déclare au micro qu'il s'agit d'une nouvelle ère pour Chaos, l’ère de Jay White.

#### Leader du Bullet Club, champion Intercontinental de la IWGP, champion Openweight NEVER, champion poids-lourds et champion du monde poids-lourds de la IWGP (2018-2023)
Le 8 octobre à King of Pro-Wrestling 2018, il perd face à Hiroshi Tanahashi et ne devient pas aspirant no 1 au titre poids-lourds de la IWGP à la place de son adversaire. Après le combat, il attaque son opposant, rejoint ensuite par les membres du Bullet Club, clan qu'il rejoint officiellement, malgré le renfort de Kazuchika Okada venu aider son compatriote. Le 22 décembre, Tama Tonga annonce sur Twitter qu'il est officiellement le nouveau leader du clan.
Le 4 janvier 2019 à Wrestle Kingdom 13, il bat Kazuchika Okada. Le 2 février à The New Beginning In Sapporo 2019 - Tag 1, Bad Luck Fale et lui battent les deux Japonais par soumission. Neuf soirs plus tard à The New Beginning In Osaka 2019, il devient le nouveau champion poids-lourds IWGP en prenant sa revanche sur Hiroshi Tanahashi et remporte le titre pour la première fois de sa carrière. Le 6 mars à 47th Anniversary Show, il bat Will Ospreay dans un match sans enjeu.
Le 6 avril à G1 Supercard, il ne conserve pas sa ceinture, battu par Kazuchika Okada. Le 3 mai à Wrestling Dontaku 2019, son clan (Bad Luck Fale, Chase Owens et lui) perd face à Chaos (Hirooki Goto et Mikey Nicholls) et Juice Robinson dans un 6-Man Tag Team match. Le lendemain, ses deux partenaires, Hikuleo et lui reperdent face aux trois mêmes adversaires et Tomoaki Honma dans un 8-Man Tag Team match. Le 9 juin à Dominion 6.9 in Osaka-jo Hall (2019), Taiji Ishimori, Chase Owens et lui perdent face à Taguchi Japan (Hiroshi Tanahashi, Juice Robinson et Ryuusuke Taguchi) dans un 6-Man Tag Team match.

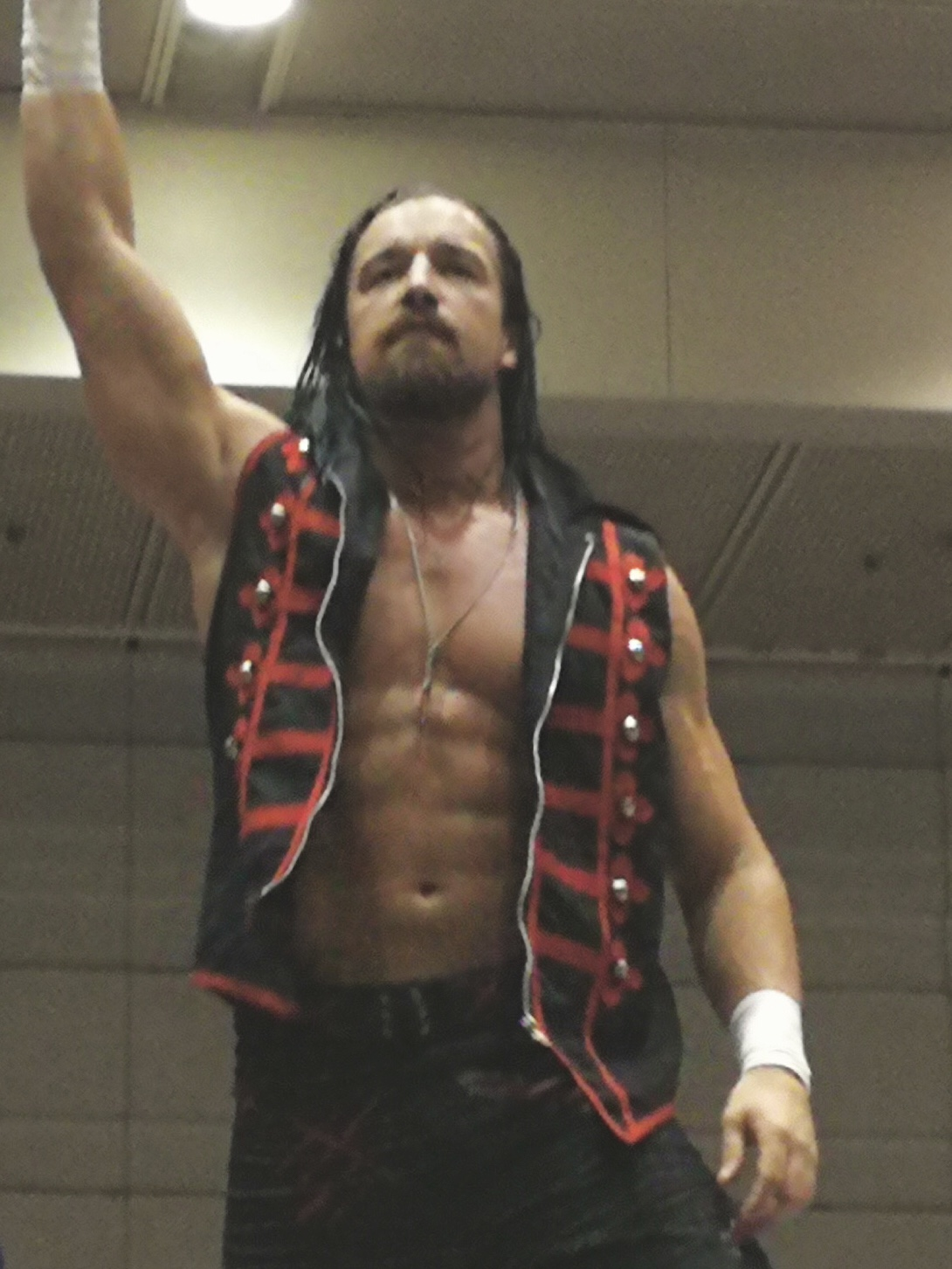
White en septembre 2019.

Le 12 août, il accède à la finale du tournoi G1 Climax, mais ne la remporte pas, battu par Kōta Ibushi.
Lors de Destruction in Kobe, il bat Tetsuya Naitō et remporte le IWGP Intercontinental Championship. Lors de Power Struggle 2019, il conserve le titre contre Hirooki Goto. Lors de Wrestle Kingdom 14 - Tag 1, il perd le titre contre Tetsuya Naitō. Lors de Wrestle Kingdom 14 - Tag 2, il bat Kōta Ibushi. Lors de New Year Dash !! 2020, lui et KENTA perdent contre Los Ingobernables de Japón (Tetsuya Naitō et Sanada) à la suite d'un Roll-Up de Sanada sur White. Lors de The New Beginning In Osaka 2020, il prend sa revanche sur Sanada en battant ce dernier.
Absent en raison de la pandémie de Covid-19, il fait son retour à Strong en équipe avec Chase Owens pour battre The Villain Enterprises (Brody King et Flip Gordon)[réf. nécessaire]. Lors de Power Struggle 2020, il bat Kōta Ibushi et remporte son Tokyo Dome IWGP Heavyweight & Intercontinental Championships challenge rights certificate, c'est-à-dire le droit d'affronter le IWGP Heavyweight Champion et IWGP Intercontinental Champion à Wrestle Kingdom, que Ibushi avait obtenu grâce à sa victoire dans le G1 Climax.
Lors de Wrestle Kingdom 15 In Tokyo Dome - Tag 2, il encaisse son certificat contre Kōta Ibushi mais perd et ne remporte pas le IWGP Heavyweight Championship et le IWGP Intercontinental Championship.
Par la suite, dans une interview d'après-match, frustré par sa défaite, il déclare que "peut-être devrait-il passé son temps ailleurs", ajoutant qu'il quittait la compagnie le 6 janvier à New Year Dash,. Lors de New Year Dash !! 2021, lui, Bad Luck Fale, Chase Owens, Evil et Yujiro Takahashi perdent contre Chaos (Hirooki Goto, Kazuchika Okada, Tomohiro Ishii, Toru Yano et Yoshi-Hashi) dans un Eight Man Tag Team Match durant lequel il se fait river les épaules par Ishii,,. Le 14 janvier, son profil est supprimé du site Web de la NJPW, confirmant son départ de la compagnie.
Le 1er février, il met fin aux rumeurs en faisant son retour et attaquant Tomohiro Ishii. Lors de The New Beginning In Hiroshima 2021 - Tag 2, lui, Tama Tonga et Tanga Loa perdent contre Chaos (Hirooki Goto, Tomohiro Ishii et Yoshi-Hashi) et ne remportent pas les NEVER Openweight 6-Man Tag Team Championship.
Lors du premier tour de la New Japan Cup 2021, il bat Toa Henare[réf. nécessaire]. Lors du second tour, il bat Hiroshi Tanahashi. En quart de finale, il est éliminé du tournoi à la suite de sa défaite surprise contre David Finlay.
Lors de Wrestling Dontaku 2021 - Tag 1, il bat Hiroshi Tanahashi et remporte le NEVER Openweight Championship. Lors de Resurgence, il conserve son titre contre David Finlay. Lors de Battle In The Valley, il perd son titre contre Tomohiro Ishii[réf. nécessaire].
Lors de Wrestling Dontaku 2022, il fait son retour en attaquant le IWGP World Heavyweight Champion Kazuchika Okada en lui portant son Blade Runner et le challenge pour un match de championnat. Lors de Dominion 6.12, il bat Kazuchika Okada et remporte le IWGP World Heavyweight Championship,.
Lors de The New Beginning In Osaka 2023, il perd contre Hikuleo dans un Loser Leaves Japan Match et doit quitter le Japon[réf. nécessaire]. Lors de Battle In The Valley 2023, il perd contre Eddie Kingston et doit donc quitter la New Japan Pro Wrestling[réf. nécessaire]. Après le match, il est attaqué par David Finlay[réf. nécessaire].

### Impact Wrestling (2021-2022)
Lors de Slammiversary XIX, il fait ses débuts à Impact Wrestling en confrontant le Impact World Champion, Kenny Omega et les Impact World Tag Team Champions, The Good Brothers (Doc Gallows et Karl Anderson) avant d'étre attaqué par FinJuice (Juice Robinson et David Finlay).
Lors de No Surrender (2022), il bat Eric Young. Plus tard dans la soirée, il intervient dans le match entre The Good Brothers et les Guerrillas of Destiny en portant son Blade Runner sur Tama Tonga, virant ce dernier et son frére du Bullet Club et permettant à Gallows et Anderson de réintegrer le clan.

### All Elite Wrestling (2022-...)
Le 7 février 2022 à Dynamite, il fait ses débuts à la All Elite Wrestling en tant que Heel, où il aide Adam Cole et les Young Bucks à attaquer Roppongi Vice (Rocky Romero et Trent Beretta)[réf. nécessaire]. Neuf soirs plus tard à Rampage, il dispute son premier match et bat Trent Beretta.
Le 26 juin à Forbidden Door, il conserve son titre mondial poids-lourds de la IWGP en battant "Hangman" Adam Page, Adam Cole et Kazuchika Okada dans un Fatal 4-Way match.
Le 5 avril 2023 à Dynamite, il fait son retour après 10 mois d'absence et aide son partenaire du Bullet Club, Juice Robinson, à attaquer Ricky Starks[réf. nécessaire]. Le soir même, il signe officiellement avec la compagnie.
Le 27 août à All In, le Bullet Club Gold (Juice Robinson et lui) et Konosuke Takeshita battent le Golden Elite (Kenny Omega, "Hangman" Adam Page et Kōta Ibushi) dans un Trios Tag Team match. La semaine suivante à All Out, les Gunns et eux battent FTR et les Young Bucks dans un 8-Man Tag Team match[réf. nécessaire].
Le 18 novembre à Full Gear (2023), il ne remporte pas le titre mondial de la AEW, battu par MJF, et subit sa première défaite[réf. nécessaire].
Le 17 janvier 2024 à Dynamite, les Gunns et lui deviennent les nouveaux champions du monde par équipes de 3 de la ROH en battant Mogul Embassy (Brian Cage, Kaun et Toa Liona) et remportent les titres pour la première fois de leurs carrières. Trois soirs plus tard à Collision, ils effectuent un Face Turn, car ils s'allient officiellement avec The Acclaimed, Billy Gunn et forment un groupe appelé Bang Bang Scissor Gang. Le 3 mars à Revolution, le nouveau groupe bat Jeff Jarrett, Jay Lethal, Satnam Singh, Willie Mack et Private Party (Isiah Kassidy et Marq Quen) dans un 12-Man Tag Team match[réf. nécessaire]. Dix soirs plus tard à Dynamite: Big Business, il bat Darby Allin. Après le combat, les Gunns et lui effectuent un Heel Turn, car ils attaquent et blessent ce dernier à la cheville jusqu'à l'arrivée des Acclaimed, ce qui met fin au groupe.
Le 21 avril lors du pré-show à Dynasty, ils conservent leurs titres et deviennent les nouveaux champions du monde Trios de la AEW en battant The Acclaimed dans un Trios Tag Team Winner Takes All match, remportent les titres pour la première fois de leurs carrières, deviennent doubles champions et le premier trio à détenir en même temps les trois ceintures des deux compagnies. Le 26 mai à Double or Nothing, ils conservent leurs titres en battant Death Triangle (PAC et les Lucha Brothers).
Le 13 juillet à Collision, Christopher Daniels, le président par intérim de la compagnie, annonce la vacation des ceintures, car il est blessé au pied et son partenaire ne peut légitimement pas le remplacer[réf. nécessaire].
Le 2 octobre à Dynamite: 5 Years Anniversary, il fait son retour de blessure après 2 mois et demi d"absence en tant que Face, vole au secours de Juice Robinson qui a été attaqué par "Hangman" Adam Page, poursuit ce dernier et le fait passer à travers une table. Dix soirs plus tard à WrestleDream, il bat l'ancien champion du monde[réf. nécessaire]. Le 23 novembre à Full Gear, il bat à nouveau son même adversaire[réf. nécessaire].

## Palmarès
- All Elite Wrestling
  - 1 fois champion du monde Trios de la AEW avec Austin Gunn et Colten Gunn
- New Japan Pro-Wrestling
  - 1 fois champion du monde poids-lourds de la IWGP
  - 1 fois champion poids-lourds de la IWGP
  - 1 fois champion Intercontinental de la IWGP
  - 1 fois champion poids-lourds des États-Unis de la IWGP
  - 1 fois champion NEVER Openweight
- Ring of Honor
  - 1 fois champion du monde par équipes de 6 de la ROH (actuel) - avec The Gunns

## Récompenses des magazines
- Pro Wrestling Illustrated

| Année | 2016 | 2017 | 2018 | 2019 | 2020 | 2021 | 2022 | 2023 | 2024 |
| ----- | ---- | ---- | ---- | ---- | ---- | ---- | ---- | ---- | ---- |
| Rang  | 363  | 466  | 44   | 12   | 28   | 39   | 23   | 32   | 110  |

- Wrestling Observer Newsletter

| # | Résultat | Adversaire                        | Évènement                    | Date            | Durée | Lieu                     | Notes |
| - | -------- | --------------------------------- | ---------------------------- | --------------- | ----- | ------------------------ | --- |
| 1 | Défaite  | Kōta Ibushi                       | NJPW G1 Climax 2019 - Tag 19 | 12 août 2019    | 31:01 | Budokan Hall, Tokyo      | En finale du tournoi G1 Climax. Ce match obtient la note de cinq étoiles et demi.                                                                                       |
| 2 | Défaite  | Kōta Ibushi                       | Wrestle Kingdom 15, Night 2  | 5 janvier 2021  | 48:05 | Tokyo Dome, Tokyo        | Les titres de Champion Poids Lourds IWGP et de Champion Intercontinental IWGP de Ibushi sont en jeu.                                                                    |
| 3 | Défaite  | FTR (Cash Wheeler et Dax Harwood) | AEW Collision #5             | 15 juillet 2023 | 58:03 | Calgary, Alberta, Canada | Il s'agit d'un match par équipe pour le Championnat du monde par équipe de la AEW détenu par FTR. Il obtient la note de 5.25. White faisait équipe avec Juice Robinson. |